# 橋鎮-綠林郡
橋鎮－綠林郡（英語：Shire of Bridgetown-Greenbushes）乃澳大利亞西澳的一個地方政府，位於府城伯斯之東南260公里；郡轄境有1,340平方公里。2006年，有居民3,953人。

## 議會
郡議會有議席10座，分由4個選區，分別選出2至3位議員。

## 外部連結
- 橋鎮－綠林郡官方網站 （页面存档备份，存于）

33°57′29″S 116°08′28″E / 33.958°S 116.141°E